# Margie Adam
Margie Adam (Lompoc, California, 1947) es una cantautora estadounidense. Adam es una de las pioneras de la llamada "women's music", corriente liderada por otras intérpretes como Ferron, Cris Williamson y Meg Christian.

## Primeros años
Margie Adam nació en 1947 en Lompoc, California. Su padre trabajaba en un periódico y componía canciones a la par, y su madre era una pianista clásica. Adam empezó a tocar el piano a una temprana edad. Se graduó de la Universidad de California en 1971.
En 1973, mientras asistía al Festival Musical de Mujeres de Sacramento, tocó algunas canciones en una sesión de micrófono abierto y a partir de allí empezó su carrera musical. El siguiente año, el primer Festival Nacional Musical de Mujeres fue llevado a cabo en Champaign-Urbana, Illinois. Adam estuvo presente, junto a Meg Christian y Cris Williamson. Esta reunión fue sumamente importante en la creación del movimiento "women's music".

## Carrera musical
Su primer álbum, Margie Adam, fue promovido con una gira por 50 ciudades y concluía con su interpretación de la canción "We Shall Go Forth" en la Conferencia Nacional de Mujeres en Houston. La canción rápidamente se convirtió en un himno del movimiento lésbico y hace parte de los archivos de Historia Política en el Museo Smithsoniano de Arte Americano. Durante la década de 1980, Adam realizó varias presentaciones promulgando el feminismo, incluyendo una gira por 20 ciudades en la que enaltecía la Enmienda de Igualdad de Derechos.
Adam compuso la canción Best Friend (The Unicorn Song), versionada por Peter, Paul and Mary. Entre 1975 y 1984, Margie trabajó con la productora Barbara Price, promoviendo la música hecha por mujeres y grabando bajo el sello Pleiades Records. Adam cambió los convencionalismos aceptando solamente que las mujeres asistieran a sus conciertos. Luego de alejarse de los escenarios por un tiempo, volvió a escribir música en 1991 y se embarcó en una gira nacional en 1992 en soporte de su nuevo álbum, Another Place. En 1996 salió de gira con las pianistas Liz Story y Barbara Higbie.
Margie Adam continúa componiendo música y brindando recitales en Estados Unidos y Canadá principalmente. Sus álbumes más recientes incluyen The Best of Margie Adam (1990), Avalon (2001) y Portal 2005.